# 김정운 (심리학자)
김정운(金珽運, 1962년 3월 27일~)은 대한민국의 문화심리학자이다. 국내 최초로 '휴테크'란 개념을 제안, 잘 놀아야 성공한다고 주장하며 <나는 아내와의 결혼을 후회한다>, <남자의 물건> 등 중년남성들의 심리를 다룬 저서를 남겼다. 명지대학교 인문교양학부 교수, 여러가지문제연구소 소장 등을 역임했다. 2012년부터 일본 교토부 교토사가예술대학에서 일본화를 전공, 2015년 수료하였다.

## 약력
- 2009년: 여러가지문제연구소 소장
- 2006년: 춘천월드레저총회 조직위원회 이사
- 2006년: 한국여가문화학회 부회장
- 2006년 ~ 2007년: e스포츠 국제대회지원 선정 위원장
- 2006년 ~ 2006년: 미래전략위원회 u-사회문화특별위장
- 2005년: 한국심리학회 공공정책위원회 위원장
- 2005년: 일과여가문화연구원 원장
- 2004년: 휴먼경영연구원 원장
- 2004년 ~ 2005년: 대통령 자문정책기획위원회 전문위원
- 2003년: 명지대학교 여가문화연구센터 소장
- 2003년: 명지대학교 기록과학대학원 여가정보학과 주임교수
- 2002년: 한국여가문화학회 총무이사
- 2001년: 명지대학교 상담실장
- 1997년 ~ 2000년: 베를린자유대학교 심리학과 전임강사

## 학력
- 베를린 자유대학교 심리학 박사
- 베를린 자유대학교 심리학 석사
- 고려대학교 심리학 학사
- 경복고등학교

## 저서
- 창조적 시선, 2023
- 바닷가 작업실에서는 전혀 다른 시간이 흐른다, 2019
- 가끔은 격하게 외로워야 한다, 2015
- 에디톨로지, 2014
- 남자의 물건, 2012
- 나는 아내와의 결혼을 후회한다, 2009
- 일본 열광, 2007
- 노는 만큼 성공한다, 2005,(2011년 개정판 발행)
- 휴테크 성공학, 2003